# Maurice de Fontenay
Maurice-Marie-Joseph-Marie de La Fontaine, baron de Fontenay (18 janvier 1872, Les Andelys - 8 juin 1957, Paris), est un militaire et homme politique français.

## Biographie
Maurice de Fontenay est le fils du colonel Félix de La Fontaine de Fontenay et le petit-fils du maire de Pontoise Raymond Nacquart (fils du Dr Jean-Baptiste Nacquart). Il est le cousin germain du baron Henry Auvray.
Élève au collège de la rue de Madrid et au lycée Sainte-Geneviève, il opte pour la carrière militaire et intègre l'École militaire de Saint-Cyr (1894-1896). Il est promu lieutenant de cavalerie en 1898, puis capitaine en 1911. Passé dans le cadre de réserve, il est promu chef d'escadron à l'état-major en 1918, puis lieutenant-colonel à l'état-major de la 2e région militaire en 1930.
Après la fin de la guerre, il devient administrateur d'une importante compagnie d'assurance.
Élu conseiller municipal de Paris en 1919, dans le quartier de Chaillot, il est secrétaire du conseil municipal de Paris de 1920 à 1921, vice-président de 1927 à 1956 et président de 1932 à 1933. Se consacrant activement aux questions sociales et de la protection de l'enfance, il est le rapporteur général du budget de l'Assistance publique et le vice-président de l'Office des habitations à bon marché de la ville de Paris. Il fait adopter un programme prévoyant la création de 7500 nouveaux lits pour les malades parisiens et préside l'office de construction de 1 530 logements pour les officiers et sous-officiers.
Il épouse Mlle Hélène Le Lièvre de La Grange, petite-nièce des généraux Adelaïde Blaise François Le Lièvre de La Grange et Armand Charles Louis Le Lièvre de La Grange et petite-fille du ministre Alfred Le Roux.
Il était propriétaire du château de Jarzé, en Anjou.

## Hommages

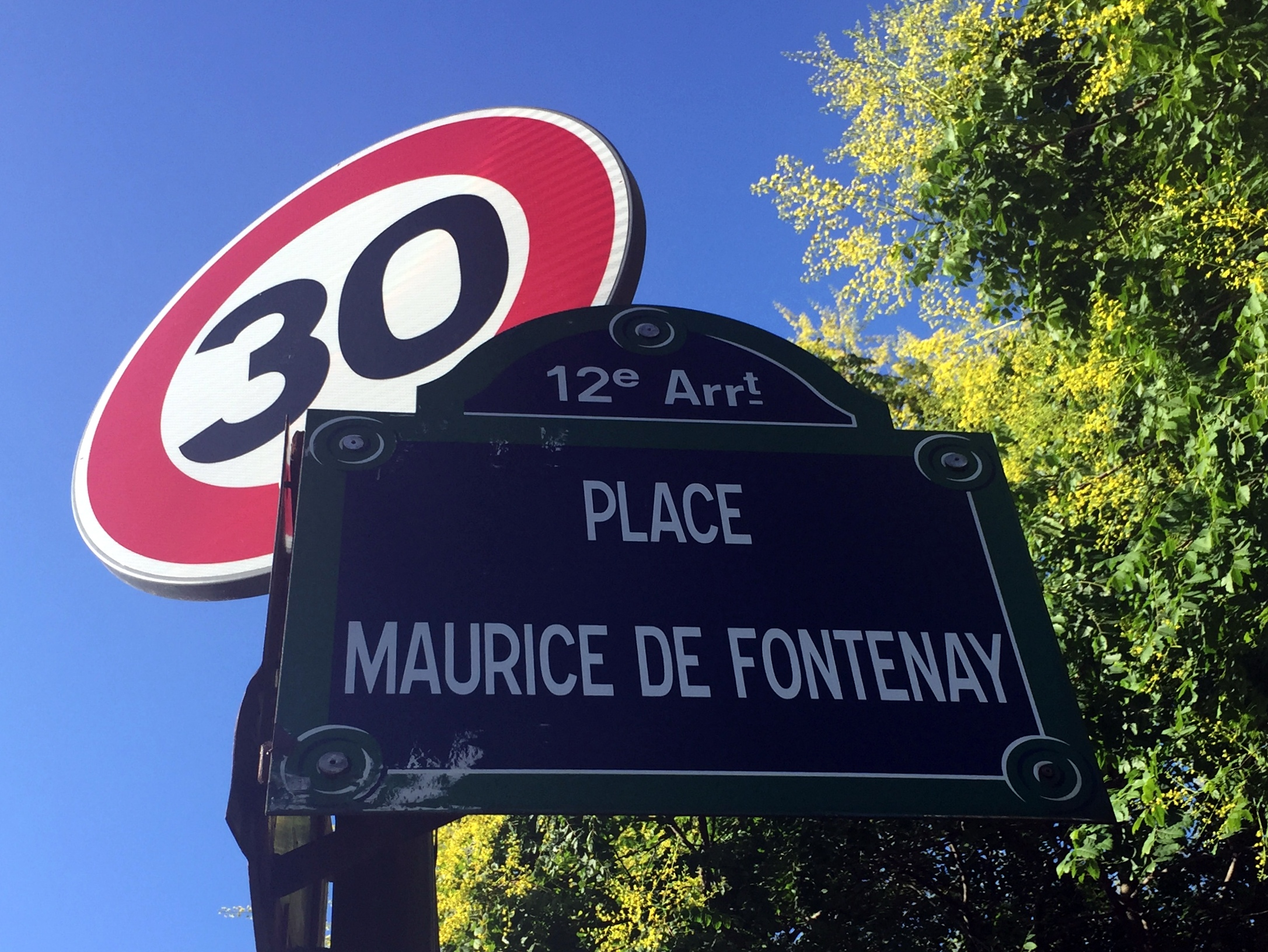
Plaque de la place Maurice-de-Fontenay à Paris.

La place Maurice-de-Fontenay dans le 12e arrondissement de Paris est nommé en sa mémoire.

## Décorations et distinctions
- Commandeur de la Légion d'honneur
- Croix de guerre 1914-1918 (4 citations, dont une à l'ordre de l'armée)
- Croix du combattant
- Distinguished Service Cross
- Commandeur de l'ordre de Saint-Olaf

### Sources
- Olivier Forcade, Eric Duhamel, Philippe Vial, Militaires en République: les officiers, le pouvoir et la vie publique en France, 1999
- Philippe Nivet, Le Conseil municipal de Paris de 1944 à 1977, 2016
- Qui êtes-vous?: Annuaire des contemporains; notices biographiques, Volume 3